# Itinga do Maranhão
Itinga do Maranhão est une municipalité brésilienne située dans l'État du Maranhão.